# Praslay
Praslay är en kommun i departementet Haute-Marne i regionen Grand Est (tidigare regionen Champagne-Ardenne) i nordöstra Frankrike. Kommunen ligger i kantonen Auberive som tillhör arrondissementet Langres. År 2022 hade Praslay 82 invånare.

## Befolkningsutveckling
Antalet invånare i kommunen Praslay
| Referens: INSEE |